# Агрыс, Зелиха
Зелиха Агрыс (тур. Zeliha Ağrıs; род. 20 апреля 1998, Бейшехир, Конья) — турецкая тхэквондистка. Чемпионка мира (2017) и Европы (2022) в весовой категории до 53 кг.

## Личная жизнь
Зелиха Агрыс родилась 20 января 1998 года в турецком Бейшехире, расположенном в провинции Конья. Детство провела в Конье, где её отец управлял рестораном.
Будучи очень энергичной девочкой, впечатлилась выступлениями тхэквондистов в соседнем спортзале. Поначалу отец не хотел позволять дочери заниматься этим видом спорта, однако тренер уговорил его поменять своё мнение — и с 10-летнего возраста Зелиха начала заниматься тхэквондо.

## Карьера
В мае 2022 года Агрыс стала чемпионкой Европы в категории до 53 кг, одолев в финале со счётом 8:6 испанку Альму Перес Паррадо.